# Kratzerimbach
Kratzerimbach ist ein Gemeindeteil der Gemeinde Zolling im oberbayerischen Landkreis Freising. 

## Geographie
Das Dorf liegt an der Bundesstraße 301 etwa 2 Kilometer nördlich von Zolling.

## Namensherkunft
Aus der ersten urkundlichen Erwähnung aus dem Jahr 860 geht hervor, dass der edle Diakon Adalperht seinen Besitz an „Rin(c)pah“ übertrug. 895 wurde der Ort unter dem Namen „Rincbah“ erwähnt, später, im Jahr 926, dann als „Rincpach“. Weitere Urkunden belegen die Namen Rinchpah um 1078 und Rintpach um 1098. 
Im Jahr 1453 wurde der Name „Cratzerinpach“, benannt nach Margaret, die Cratzerin verzeichnet. Daraus entstand schließlich der heutige Name.

## Gemeindezugehörigkeit
Durch Fusion der ehemaligen Hofmark Zolling und der ehemals niederbayerischen Obmannschaft Siechendorf entstand 1818 im Zuge der Verwaltungsreformen in Bayern die selbstständige politische Gemeinde (Unter-)Zolling, zu der seitdem auch Kratzerimbach gehört.